# Maladie neurovasculaire
 Mise en garde médicale
Une maladie neuro-vasculaire est un terme générique qui désigne une atteinte du système nerveux central due à une cause vasculaire, le plus souvent ischémique.
Les maladies neuro-vasculaires peuvent être ischémique ou hémorragique.
Ce sont des pathologies survenant sur les vaisseaux du système nerveux.
Le système nerveux a trois parties : centrale, périphérique et autonome.
Les pathologies neuro-vasculaires surviennent sur le système nerveux central : encéphale et moelle épinière.
Le système nerveux est vascularisé par les vaisseaux veineux et artériels.
Il faut donc savoir que les veines ramènent le sang du “lit capillaire périphérique” aux atriums du cœur.
Il existe deux systèmes veineux : veines de la grande circulation et veines de la petite circulation.
Lorsqu’elles sont pleines, les veines sont des canaux assez régulièrement cylindriques, vides elles s’aplatissent.
Lorsqu’elles sont distendues, les veines présentent des renflements et des bosselures dus à la présence de valvules dans la lumière du vaisseau. Les gros troncs veineux sont rectilignes, les petites veines sont assez souvent flexueuses (représente des courbes, ondule, serpente).
Sur les veines cérébrales peuvent survenir des affections neuro vasculaires telles que la  thrombophlébite cérébrale qui correspond à une thrombose d’une veine cérébrale due à la présence d’une tumeur ou un hématome la comprimant.
Ensuite, les artères sont des canaux musculo-membraneux à ramification divergente qui transportent, dans l’organisme, le sang quittant le cœur. Les artères assurent l’irrigation de tous les constituants de l’organisme. Les artères sont des conduits élastiques contractiles qui conservent leur forme même en étant vides. Leurs pulsations sont synchrones des battements cardiaques.
Sur ces vaisseaux peuvent survenir des pathologies neuro-vasculaires tels que les ischémies (thrombose et embolie), la partie de l’organisme qui se situe après l’obstruction n’étant plus vascularisée cela va donc entraîner une perte de fonction cérébrale, ainsi que les hémorragies dues à l’hypertension artérielle ou encore à une malformation des artères.
Les pathologies qui surviennent sur les vaisseaux artériels et veineux entraînent donc des déficits neurologiques qui doivent être pris en charge dans des unités spécialisées, car le cerveau régule et coordonne toutes les fonctions vitales de l’organisme.